# Сарулешти (Бузау)
Сарулешти (рум. Săruleşti) насеље је у Румунији у округу Бузау у општини Сарулешти. Oпштина се налази на надморској висини од 452 m.

## Становништво
Према подацима из 2002. године у насељу је живело 1578 становника, од којих су сви румунске националности.

### Хронологија
| Година       | 1992 | 1993 | 1994 | 1995 | 1996 | 1997 | 1998 | 1999 | 2000 | 2001 | 2002 | 2003 | 2004 | 2005 | 2006 | 2007 | 2008 | 2009 | 2010 | 2011 | 2012 | 2013 | 2014 | 2015 | 2016 | 2017 |
| ------------ | ---- | ---- | ---- | ---- | ---- | ---- | ---- | ---- | ---- | ---- | ---- | ---- | ---- | ---- | ---- | ---- | ---- | ---- | ---- | ---- | ---- | ---- | ---- | ---- | ---- | ---- |
| Становништво | 1966 | 1923 | 1885 | 1845 | 1818 | 1782 | 1757 | 1718 | 1699 | 1675 | 1671 | 1659 | 1623 | 1604 | 1561 | 1548 | 1527 | 1513 | 1491 | 1441 | 1438 | 1418 | 1390 | 1373 | 1357 | 1324 |